# (10283) Cromer
(10283) Cromer est un astéroïde de la ceinture principale.

## Description
(10283) Cromer est un astéroïde de la ceinture principale. Il fut découvert le 5 mai 1981 à l'Observatoire Palomar par Carolyn S. Shoemaker. Il présente une orbite caractérisée par un demi-grand axe de 2,39 UA, une excentricité de 0,21 et une inclinaison de 3,0° par rapport à l'écliptique.

## Compléments